# Son of Dracula
Son of Dracula es una película estadounidense del año 1943, dirigida por Robert Siodmak. Es la tercera producción que Universal hace sobre el personaje de Drácula.

## Sinopsis
En casa de los Caldwell esperan al conde Alucard, un amigo que Kate Caldwell conoció en Budapest, pero este no se presenta. Por la noche durante la fiesta de bienvenida del conde, este entra en forma de murciélago por una ventana y muerde al coronel Caldwell, causándole la muerte. Cuando el cadáver es descubierto, el conde hace su aparición en la casa. Después de esto desaparece sin que nadie conozca su paradero. Kate hereda la casa y la plantación, y su hermana Claire hereda las acciones y el dinero. Kate y el conde, que se veían en secreto, se casan, haciendo de la casa de la plantación su residencia. Ambos le dicen al doctor Bewster que solo recibirán visitas por la noche. Mientras, el doctor Bewster ha descubierto la verdadera identidad del conde.